# Kettering
Kettering es una ciudad del distrito de Kettering, en el condado de Northamptonshire (Inglaterra). Según el censo de 2011, Kettering tenía 56.226 habitantes, mientras que el municipio de Kettering tenía 93.475 habitantes. Está listado en el Domesday Book como Cateringe.